# Thomas Antonic

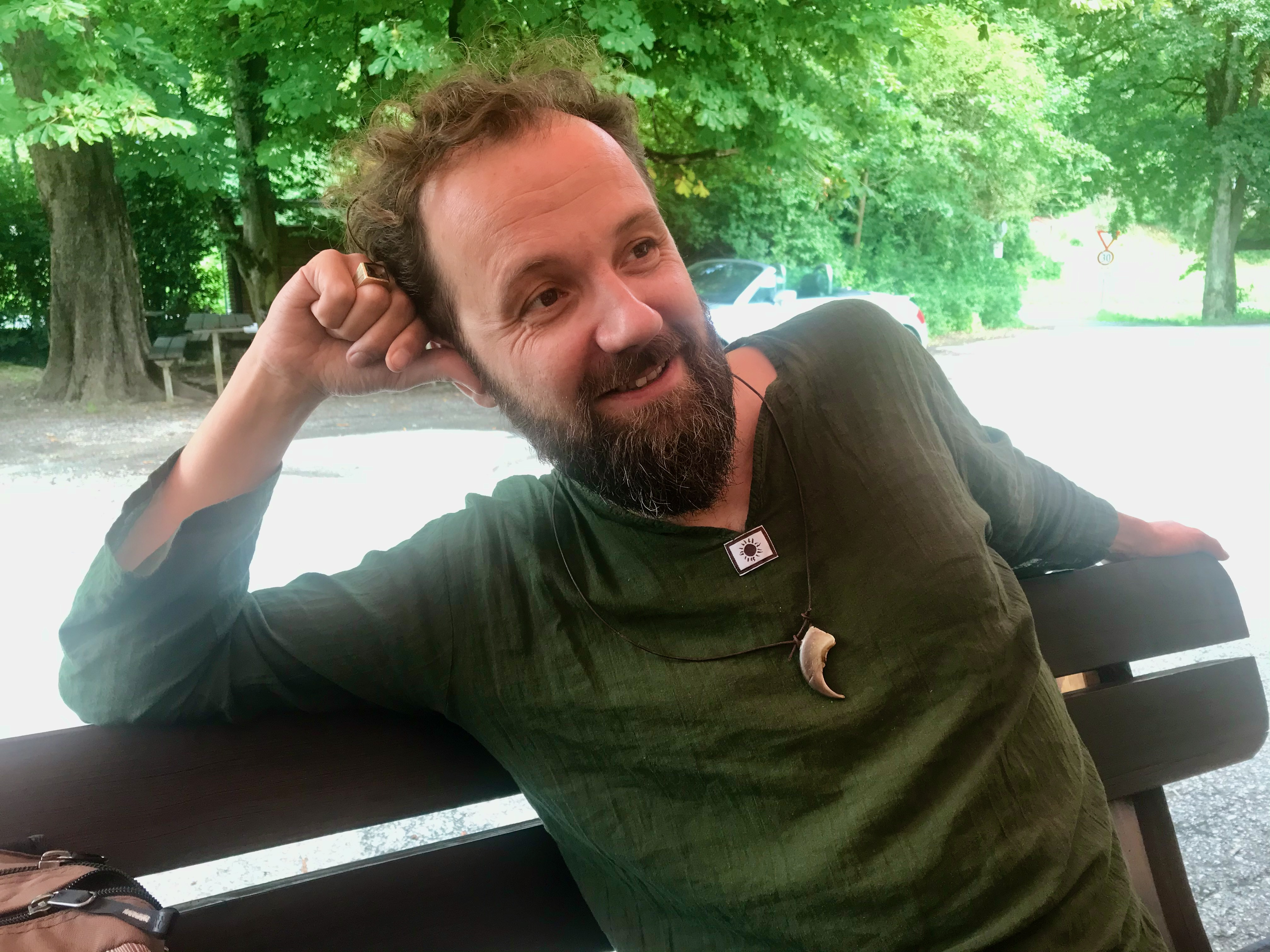
Thomas Antonic trifft Gerald Ganglbauer beim Huberwirt in Stattegg, im Sommer 2020

Thomas Antonic (* 29. Mai 1980 in Bruck an der Mur) ist ein in Wien und San Francisco lebender österreichischer Literaturwissenschaftler, Autor und Musiker und Gründungsmitglied des 2009 gegründeten transnationalen und interdisziplinären Künstlerkollektivs William S. Burroughs Hurts.